# Anne Heggtveitová
Anne Heggtveitová (* 11. ledna 1939, Ottawa) je bývalá kanadská alpská lyžařka. Na olympijských hrách ve Squaw Valley roku 1960 vyhrála závod ve slalomu. Šlo o historicky první kanadskou zlatou olympijskou medaili v lyžování. Na těchto hrách se neudělovala olympijská medaile v kombinaci, nicméně kombinační závod se konal, neboť hry byly zároveň i mistrovstvím světa. Tento závod rovněž vyhrála, takže si ze Squaw Valley odvezla i dva tituly mistryně světa. Stala se první Neevropankou, která to dokázala. Již v roce 1954 si poprvé získala mezinárodní pozornost, když se v patnácti letech stala vůbec nejmladší vítězkou obřího slalomu v Holmenkollenu v Norsku (tento rekord drží dodnes). Sportovní kariéru ukončila v roce 1961.
K lyžování ji povzbudil její otec Halvor Heggtveit, kanadský šampion v běhu na lyžích. Po konci závodní kariéry se provdala za Jamese Rosse Hamiltona a bydleli v Québecu. Měli dvě děti a později se přestěhovali do nedalekého Vermontu ve Spojených státech. Později byla zahradní designérkou a fotografkou. V roce 1960 byla uvedena do kanadské sportovní síně slávy a v roce 1982 byla mezi prvními uvedena do nové kanadské lyžařské síně slávy. V roce 1976 obdržela Řád Kanady, nejvyšší civilní vyznamenání země.